# Eureiandra balfourii
Eureiandra balfourii är en gurkväxtart som beskrevs av Célestin Alfred Cogniaux och Balf. f. Eureiandra balfourii ingår i släktet Eureiandra och familjen gurkväxter. Inga underarter finns listade i Catalogue of Life.